# Campeonato Chileno de Futebol de 2007 - Segunda Divisão
O Campeonato Chileno de Futebol de Segunda Divisão de 2007 (oficialmente Campeonato Nacional «Banco del Estado» de Primera B de la Asociación Nacional de Fútbol Profesional de Chile 2007) foi a 57ª edição do campeonato do futebol do Chile, segunda divisão, no formato "Primera B". Os 11 clubes jogam em turno e returno. O campeão e vice são promovidos para o Campeonato Chileno de Futebol de 2008. Os dois subsequentes jogariam partidas de ida e volta com o antepenúltimo colocado (Club de Deportes Puerto Montt). O último colocado era rebaixado para o Campeonato Chileno de Futebol de 2008 - Terceira Divisão.

## Participantes
| Equipe                                        | Cidade        | Região                    | No ano anterior                                                      | Estádio                                  | Capacidade | Títulos                      | Participações |
| --------------------------------------------- | ------------- | ------------------------- | -------------------------------------------------------------------- | ---------------------------------------- | ---------- | ---------------------------- | ------------- |
| Club Deportivo Arturo Fernández Vial          | Concepción    | Região de Bío-Bío         | Décimo Segundo Lugar                                                 | Estádio Municipal de Concepción          | 35.000     | 1 (1982)                     | 16            |
| Club Deportivo Provincial Osorno              | Osorno        | Região de Los Lagos       | Terceiro Lugar (Descenso)                                            | Estádio Municipal Rubén Marcos Peralta   | 12.000     | 2 (1990, 1992)               | 17            |
| Club de Deportes Unión La Calera              | La Calera     | Região de Valparaíso      | Sétimo Lugar                                                         | Estádio Municipal Nicolás Chahuán Nazar  | 10.000     | 2 (1961, 1984)               | 31            |
| Club de Deportes Copiapó                      | Copiapó       | Região de Atacama         | Primeiro Lugar (Descenso)                                            | Estádio Luis Valenzuela Hermosilla       | 8.000      | 0 (não possui)               | 5             |
| Club Deportivo San Luis                       | Quillota      | Região de Valparaíso      | Quinto Lugar                                                         | Estádio Municipal Lucio Fariña Fernández | 7.500      | 3 (1955, 1958, 1980)         | 26            |
| Club de Deportes Temuco                       | Temuco        | Região de Araucanía       | Segundo Lugar (Descenso)                                             | Estádio Municipal Germán Becker          | 20.930     | 2 (1991, 2001)               | 12            |
| Club de Deportes Unión San Felipe             | San Felipe    | Região de Valparaíso      | Oitavo Lugar                                                         | Estádio Municipal de San Felipe          | 18.500     | 1 (1970, 2000)               | 29            |
| Club Provincial Curicó Unido                  | Curicó        | Região de Maule           | Sexto Lugar                                                          | Estádio La Granja                        | 8.000      | 0 (não possui)               | 18            |
| Corporación Club de Deportes Santiago Morning | Independencia | Metropolitana de Santiago | Rebaixado do Campeonato Chileno de Futebol de 2006                   | Santa Laura                              | 22.375     | 3 (1959, 1974, 2006)         | 16            |
| Club Social de Deportes Rangers               | Talca         | Região de Maule           | Rebaixado do Campeonato Chileno de Futebol de 2006                   | Estádio Fiscal de Talca                  | 8.324      | 3 (1988, 1993 1997 Apertura) | 15            |
| Club de Deportes Iquique                      | Iquique       | Região de Tarapacá        | Acesso pelo Campeonato Chileno de Futebol de 2006 - Terceira Divisão | Estádio Municipal de Iquique             | -----      | 2 (1979, 1997 Clausura)      | 13            |

## Campeão
| Campeão Chileno Segunda Divisão 2007                          |
| ------------------------------------------------------------- |
| Club Deportivo Provincial Osorno (Osorno) (2º título) Campeão |